# Boris Barnet
Boris Vasiljevitj Barnet (ryska: Борис Васильевич Барнет), född 18 juni 1902 i Moskva, Kejsardömet Ryssland, död 8 januari 1965 i Riga, Lettiska SSR, Sovjetunionen, var en rysk filmregissör, manusförfattare och skådespelare av brittiskt ursprung. Barnet påbörjade sin bana på 1920-talet då han regisserade några sovjetiska komedifilmer. Hans mest kända verk är den pacifistiska filmen Hat och kärlek från 1933.[källa behövs]

## Filmregi i urval
- 1926 – Miss Mend
- 1927 – Moskva skrattar och gråter
- 1928 – Dom na Trubnoy
- 1933 – Hat och kärlek
- 1945 – Det hände om natten
- 1947 – Med döden i hälarna
- 1957 – Brottaren och clownen
- 1962 – Aljonka

## Filmroller i urval
- 1924 – Neobytjajnye prikljutjenija Mistera Vesta v strane bolsjevikov
- 1929 – Det levande liket
- 1929 – Storm över Asien
- 1945 – Det hände om natten
- 1947 – Med döden i hälarna